# 羟甲基戊二酸单酰辅酶A
羟甲基戊二酸单酰辅酶A（英語：3-hydroxy-3-methylglutaryl-CoA，简称“HMG-CoA”）也称为“β-羟基-β-甲戊二酸单酰辅酶A”或“3-羟基-3-甲戊二酸单酰辅酶A”，是一种重要的脂类代谢中间产物。合成β-羟-β-甲戊二酸单酰辅酶A需要三分子的乙酰辅酶A，其中两分子的乙酰辅酶A先在硫解酶的作用下缩合成为乙酰乙酰辅酶A，后者在β-羟-β-甲戊二酸单酰辅酶A合酶的作用下与另一分子的乙酰辅酶A合成出β-羟-β-甲戊二酸单酰辅酶A。该物质可以走向两种途径：在β-羟-β-甲戊二酸单酰辅酶A裂解酶的作用下裂解为乙酰乙酸，继而生成丙酮和β-D-羟丁酸，这三者被称为酮体；在β-羟-β-甲戊二酸单酰辅酶A还原酶的作用下还原为甲羟戊酸，继而参与动植物中萜类、固醇类化合物的合成。故植物中不少次生代谢产物或激素是由这种化合物衍生而来的，如赤霉素、脱落酸等，动物体内则以此合成胆固醇及各种类固醇激素等。

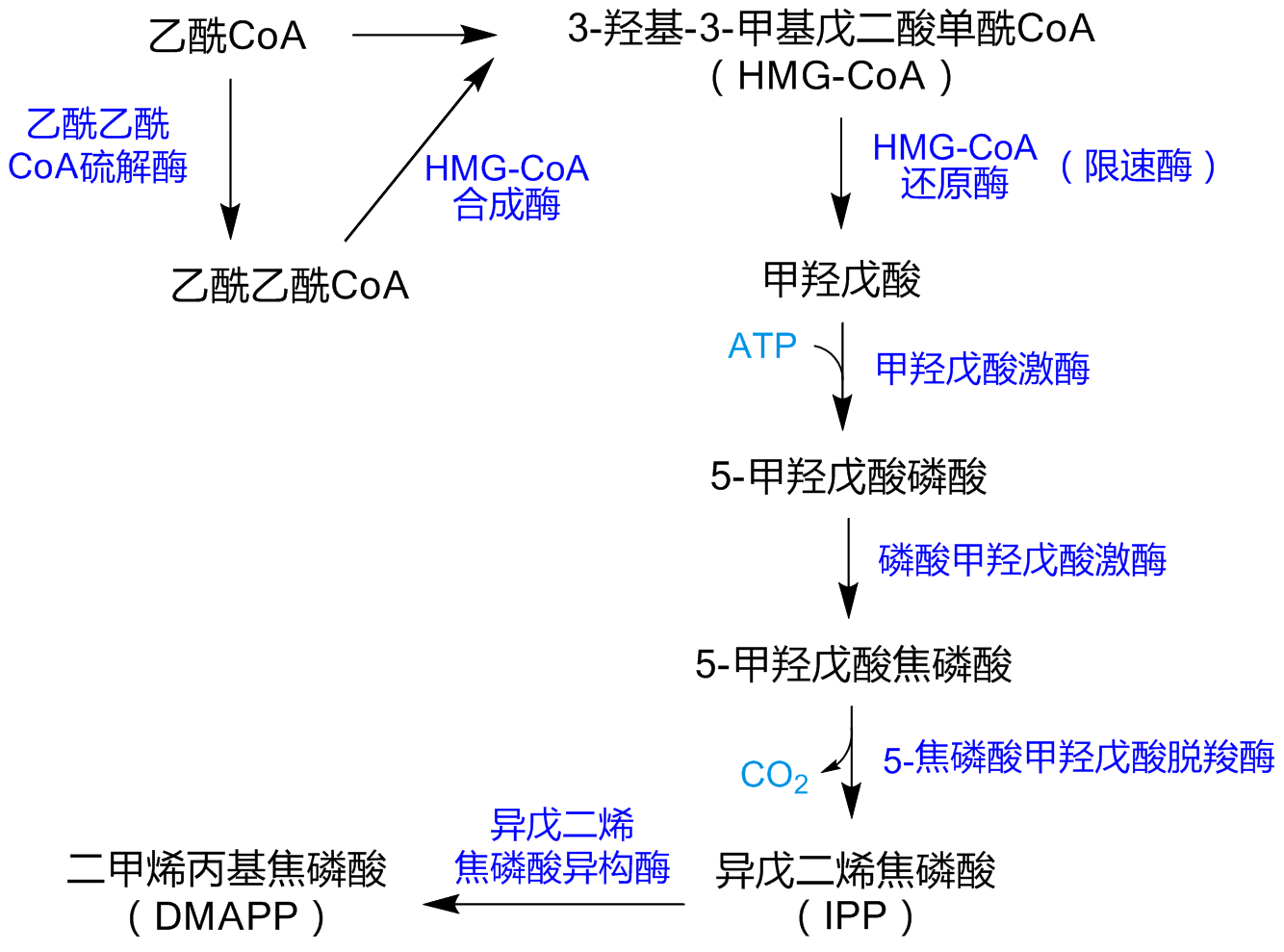
甲羟戊酸途径中間物HMG-CoA。